# Pararhinoleucophenga maura
Pararhinoleucophenga maura är en tvåvingeart som först beskrevs av de Meijere 1911.  Pararhinoleucophenga maura ingår i släktet Pararhinoleucophenga och familjen daggflugor. Inga underarter finns listade i Catalogue of Life.